# Bracco Saint-Germain
Il bracco Saint Germain è un cane da ferma utilizzato perlopiù per la caccia alla selvaggina di penna.
È il più elegante dei bracchi francesi ed è molto simile al pointer inglese.

## Origini
Il bracco Saint Germain discende da cani risultanti dall'incrocio fra pointer e bracchi francesi bianco-marroni. La razza venne creata attorno al 1830 nei canili reali di Compiègne, poi a Saint Germain en Laye, grazie all'opera del barone de Larminat prima e delle guardie forestali di Saint-Germain poi. 
La razza è quindi il tentativo ben riuscito di riunire gli aspetti positivi e del pointer e del bracco.
Questo cane ebbe una grande notorietà sino agli inizi del '900, tanto da risultare il cane da ferma largamente più rappresentato nelle prime esposizioni canine, ed in particolare alla prima esposizione francese di Parigi del 1863. Il club della razza è stato fondato nel marzo 1913.

## Caratteristiche fisiche
La testa è leggermente bombata, con fronte larga e stop non troppo accentuato. Il muso è lungo, con canna nasale rettilinea o leggermente convessa. Il tartufo è largo e di color rosa scuro.
Gli occhi sono abbastanza grandi e di color giallo oro. Le orecchie, non troppo lunghe e triangolari verso l'estremità, sono attaccate all'altezza della linea dell'occhio.
Il mantello è formato da pelo corto, non troppo fine e mai duro; il colore dev'essere bianco opaco con macchie arancio vivo. Le orecchie sono fulve. Tollerate, ma non ricercate, moschettature sul corpo.
La coda, attaccata bassa sotto la linea delle reni, non supera la punta del garretto: essa è grossa alla radice, per poi terminare a punta. È portata orizzontalmente.

## Temperamento
È un cane intelligente, docile, socievole, equilibrato, affettuoso. È sensibile all'addestramento, dunque non è particolarmente difficile da addestrare.
Sa cacciare su tutti i terreni, ed è adatto soprattutto alla caccia al fagiano, alla pernice, alla beccaccia, che è bravo a riportare con dente dolce. Essendo molto legato al padrone ed amando la vita in famiglia, il Saint Germain è anche un buon cane da compagnia.
Predilige la vita all'aria aperta. Si adatta anche alla vita in appartamento, a condizione di poter fare movimento.

## Cure
L'apparato digerente è il punto debole di questo cane, pertanto è consigliata la somministrazione di una dieta ben bilanciata fra proteine animali e vegetali.